# Revolving Doors of Vengeance
Revolving Doors of Vengeance of 酒店風雲 is een dertig afleveringen tellende Standaardkantonese TVB-serie uit 2005. Het werd van maandag tot vrijdag om 21.00 tot 22.00 uitgezonden. De serie speelt zich af in het heden en gaat over de problemen en ruzies in Wong Yuk-Tings hotel Royal Court Hotel. In totaal hebben 125 mensen in de serie wat gezegd, dus het was een grote productie.

## Casting
- Joe Ma als Martin Ko Fung 高峰
- Kenix Kwok als Ku Pik-Kei 顧碧琦
- Ron Ng als Wong Kai-Kit 王啟傑
- David Chiang als Cheng Wing-Fat 鄭永發
- Ella Koon als Lee Hoi-Sum 李開心
- Elaine Yiu als Cheng Ho-Yee 鄭可兒
- Ellesmere Choi als Wong Kai-Yip 王啟業
- Winnie Yeung als Yip Mut-Lee 葉茱莉
- Edward Mok als Wong Kai-Chi 王啟志
- Derek Kok als Lung Kok-Yeung 龍國祥
- Mary Hon als Ho Kit-Wan 何潔雲
- Lau Dan als Wong Yuk-Ting 王玉廷
- Lo Hoi Pang als Chan Tai-Hoi/Ko Shan 陳大海/高山
- Rebecca Chan als Lam Shut-Hing 林雪卿
- Joel Chan Shan-Chung

## Verhaal
Wong Yuk-Ting is de grote baas van Royal Court Hotel. Hij heeft drie zonen: Kai-Yip, Kai-Chi en Kai-Kit (Ron Ng). Kai-Kit is de zoon van Yuk-Tings tweede vrouw (Mary Hon). Daarom wordt hij gehaat door Kai-Chi and Kai-Yip. Als Wong Yuk-Ting bij een auto-ongeluk overlijdt, laat hij Martin Ko Fung (Joe Ma) als hoofd en CEO van het hotel achter. Er ontstaat later grote strijd tussen de zonen van Yuk-Ting om wie het grootste aandeel van het hotel krijgt.